# Pelopida
Pelòpida, figlio di Ippoclo (in greco antico: Πελοπίδας?, Pelopìdās; Tebe, 420 a.C. circa – Cinocefale, 364 a.C.), è stato un politico e militare tebano, artefice dell'egemonia tebana assieme a Epaminonda.

## Biografia
Pelopida discendeva da una nobile e antica famiglia tebana. Ereditò un'estesa tenuta agricola, che, secondo Plutarco, gestiva in modo liberale, dando soccorso alle persone affamate e in difficoltà.
Fu sempre amico di Epaminonda e, non riuscendo a modificarne le abitudini frugali, si disse che avesse assimilato i modi dell'amico. Comune a entrambi era, anche, la lontananza dalla dissolutezza e dalla ricchezza; questa alienità dal denaro in eccesso accomunò i due uomini, a tal punto che Tebe, secondo Polibio, raggiunse il suo apogeo grazie non tanto alla costituzione della polis, quanto alle doti degli uomini che la governarono (Pelopida ed Epaminonda).

### Durante l'oligarchia (382-379)
Fu costretto all'esilio, assieme ad Androclida e a Ferenico, in seguito alla conquista spartana della Cadmea, la cittadella di Tebe, nel 382 a.C.
Nell'inverno del 379-378 a.C. tornò in patria di nascosto, travestito da cacciatore, assieme ad altri undici fuoriusciti che, aiutati da Caronte e altri Tebani, uccisero a sorpresa i componenti del governo oligarchico che si era instaurato a Tebe con l'appoggio lacedemone.
Preso poi il completo controllo di Tebe anche con l'aiuto di Epaminonda, Pelopida fu eletto beotarca con Melone e Caronte e riconquistò la Cadmea prima dell'arrivo dei soccorsi da Sparta.

### Durante la guerra beotica
A partire da questa data e fino alla morte Pelopida tenne una posizione predominante a Tebe; ogni anno ricoprì cariche istituzionali fondamentali della vita cittadina.
Eletto nuovamente beotarca nel 378-377 a.C. con Gorgida, sconfisse gli Spartani nella battaglia di Tegira (375 a.C.).

### Durante l'egemonia tebana
In seguito, durante l'ennesima invasione della Beozia, gli Spartani furono sconfitti nella battaglia di Leuttra (371 a.C.), nella quale Pelopida comandava il battaglione sacro. Ebbe così inizio l'egemonia tebana.
In seguito fu accusato di tradimento per aver conservato illegalmente il potere con Epaminonda, ma fu prosciolto.
Dopo aver occupato Larissa nel 369 a.C., neutralizzò Alessandro II di Macedonia a favore dell'ambizioso cognato del sovrano macedone, Tolomeo di Aloro, costringendolo a stringere un'alleanza con Tebe.
Nel 368 a.C. intervenne in Tessaglia contro il tiranno Alessandro di Fere, dal quale fu catturato. L'anno seguente, dopo essere stato liberato da Epaminonda, si recò in Persia da Artaserse II con l'obiettivo di ottenere l'appoggio diplomatico del re persiano e l'indipendenza della Messenia.
Nel 364 a.C. combatté contro Alessandro di Fere nella battaglia di Cinocefale, dove perse la vita. Inoltre lo storico latino Cornelio Nepote narra che nella battaglia Pelopida, vedendo l'uomo che lo aveva imprigionato, spronò il suo cavallo allontanandosi dalle sue truppe e cadde trafitto da numerosi dardi. In seguito, però, Alessandro di Fere venne sconfitto e i beoti premiarono i figli di Pelopida con un terreno da coltivare, corone d'oro e statue bronzee.